# Shūgi-bukuro
Uno shūgi-bukuro (祝儀袋?) è una particolare busta usata per donare denaro agli sposi in Giappone, secondo una pratica assai comune.
Il donatore inserisce la propria banconota dentro uno shūgi-bukuro su cui gli sposi hanno scritto i propri nomi.
Gli Shūgi-bukuro sono venduti in negozi di miscellanea o nei supermercati.

## Quantità donata
La quantità di denaro donata ad una coppia dipende dalla relazione sociale tra il donatore e la coppia, dai guadagni del donatore e dalla sua posizione sociale. Tra amici e colleghi si dona all'incirca 20 000 ¥ e 30 000¥. Nel caso di amici o nel caso del padre della sposa, è comune una quantità che va dai 30 000¥ ai 50 000¥ e, nel caso di parenti stretti, somme di 50 000¥/100 000¥ non sono insolite.
Le coppie sposate che partecipano al matrimonio doneranno 50.000¥ congiunti, mentre le coppie ancora non sposate doneranno 30 000¥ a persona.
È comune regalare cifre con cifra più significativa dispari, come 10 000¥ o 30 000¥, per simboleggiare il fatto che la nuova coppia non può essere divisa. 
Quando la cifra più significativa è pari, come 20 000¥, viene tipicamente divisa in un numero dispari di banconote (ad es. 1 da 10 000¥ e 2 da 5 000¥).
Si tende ad evitare multipli di 4 (come 40 000¥), siccome il numero "4" si pronuncia "shi", come "morte", in giapponese.
 Anche i multipli di nove vengono evitati, siccome la pronuncia del numero nove può essere intesa come sofferenza.